# Ольшава (притока Бодви)
Ольшава (словац. Oľšava) — річка в Словаччині у регіоні Турня, ліва притока Бодви, протікає в окрузі Кошиці-околиця.
Довжина приблизно 9 км. Витік знаходиться в масиві Воловські гори (частина Койшовська-Голя — гора Грб) — на висоті близько 860 метрів. Протікає територією сіл Попроч і Ясов..
Впадає в Бодву на висоті приблизно 255 метрів.